# Leptodactylus fuscus
Espèce
Synonymes
- Rana fusca Schneider, 1799
- Rana typhonia Daudin, 1802
- Rana virginica Merrem, 1820
- Rana sibilatrix Wied-Neuwied, 1824
- Cystignathus schomburgkii Troschel, 1848
- Leptodactylus raniformis Werner, 1899
- Leptodactylus gualambensis Gallardo, 1964

Statut de conservation UICN

 LC  : Préoccupation mineure
Leptodactylus fuscus est une espèce d'amphibiens de la famille des Leptodactylidae.

## Répartition
Cette espèce se rencontre du niveau de la mer jusqu'à 1 700 m d'altitude :
- au Panama ;
- en Colombie ;
- au Venezuela ;
- à Trinité-et-Tobago ;
- au Suriname ;
- au Guyana ;
- en Guyane ;
- au Brésil ;
- dans l'est du Pérou ;
- en Bolivie ;
- au Paraguay ;
- en Argentine, dans la région des yungas du nord-ouest, ainsi qu'au nord-est du río Salado del Norte.

## Galerie

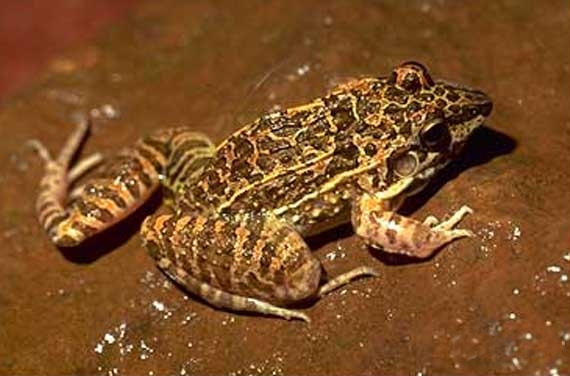
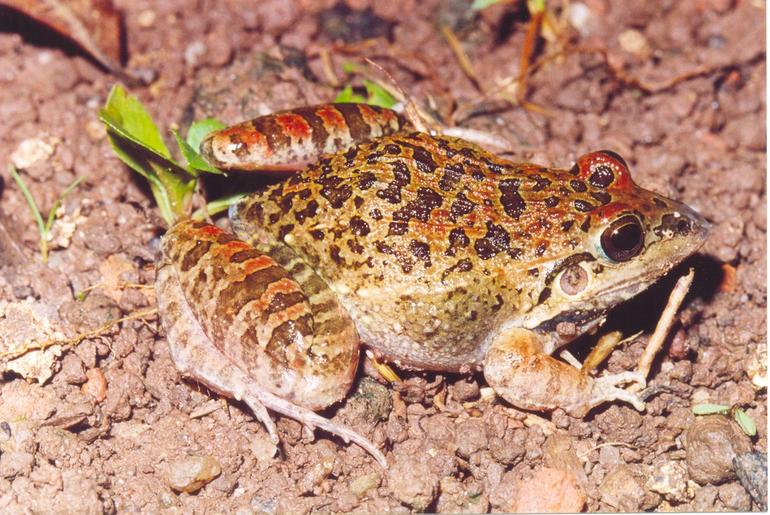
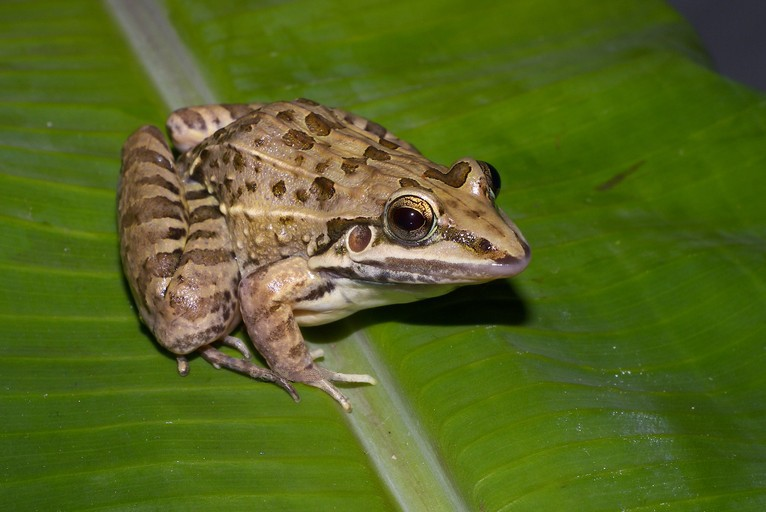
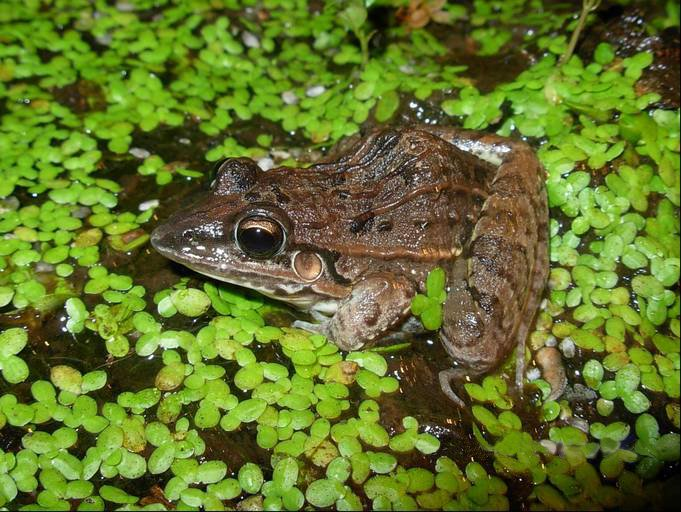

## Étymologie
Son nom d'espèce, du latin, fuscus, « sombre, sale », lui a été donné en référence à sa coloration.

## Publication originale
- Schneider, 1799 : Historiae amphibiorum naturalis et literariae fasciculus primus, vol. 1 (texte intégral).